# Europäische Rechtsgeschichte
Die Europäische Rechtsgeschichte ist eine interdisziplinäre Forschungsrichtung, die sowohl dem Kreis der Rechtswissenschaften als auch der Geschichtswissenschaft zuzurechnen ist und sich vornehmlich mit der (historischen) Rechtsvergleichung europäischer Rechtsordnungen befasst. Sie wird als Grundlagenfach an juristischen Fakultäten gelehrt und ergänzt die klassischen rechtsgeschichtlichen Disziplinen der deutschen und römischen Rechtsgeschichte um eine europäische Dimension. Vor dem Hintergrund der europäischen Einigung kommt der Europäischen Rechtsgeschichte eine wachsende Bedeutung zu.
Europäische Rechtsgeschichte untersucht das Recht in Europa von der Antike über das Mittelalter und die Frühe Neuzeit bis hin zur europäischen Einigung. Dabei ist Europa nicht als geographischer oder politischer Raum, sondern als unscharf begrenzter Rechtsraum zu verstehen. Deshalb wird die Rechtsgeschichte Europas zunehmend aus einer globalhistorischen Perspektive betrachtet. Es werden alle Rechtsgebiete untersucht, also sowohl das Privatrecht als auch das Strafrecht und das Öffentliche Recht, insbesondere auch das Verfassungsrecht und das moderne Europarecht.